# Declan Galbraith

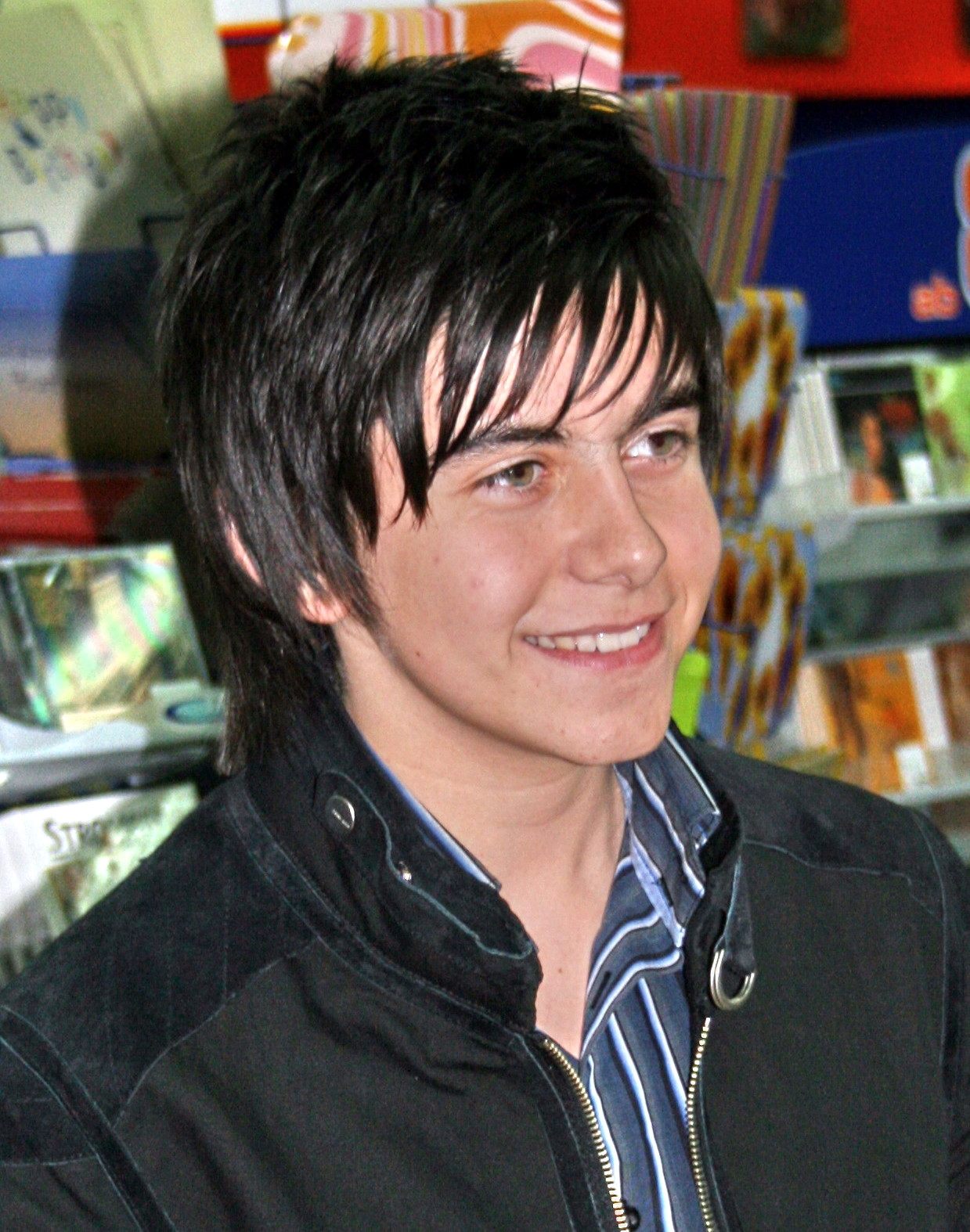
Declan Galbraith im Mai 2007 bei einer Autogrammstunde in Stuttgart

Declan Galbraith (* 19. Dezember 1991 in Hoo St. Werburgh, Kent, England) ist ein britischer Popsänger, der in den 2000er Jahren einige Erfolge erst in seiner Heimat und dann in den deutschsprachigen Ländern hatte.

## Leben
Declans Vater Alec Galbraith ist schottischer und seine Mutter Siobhan irischer Abstammung. Sein Großvater spielte mehrere Instrumente und nahm ihn oft mit, wenn er Konzerte gab. Im Alter von sieben Jahren sang Declan beim Charles-Dickens-Festival in Rochester. Er begann an Talentwettbewerben teilzunehmen und gewann in einem Jahr bei zwölf von 14 Wettbewerben.
Er war zum ersten Mal auf einer professionellen Aufnahme auf einem Weihnachtsalbum neben Titeln von Westlife, Elton John und Elvis Presley mit einer Version von Walking in the Air vertreten. Dem folgten Auftritte anlässlich des goldenen Thronjubiläums von Königin Elisabeth II. in der St Paul’s Cathedral, bei dem er Amazing Grace sang, und bei einem Elton-John-Konzert vor über 22.000 Besuchern. Des Weiteren sang er im Dezember 2002 in der Odyssey Arena, Belfast, simultan verbunden mit 80.000 Kindern aus aller Welt – das ergab einen Eintrag in das Guinness-Buch der Rekorde.
Diese Erfolge veranlassten schließlich den Medienmogul Haim Saban, Declan Galbraith für seine Saban Music Group unter Vertrag zu nehmen. Am 1. Dezember 2006 erschien beim Label Starwatch (Warner Music Group) Declans erstes internationales Album Thank You. Begleitet wurde die Veröffentlichung durch eine für damalige Verhältnisse sehr breit aufgestellte Werbekampagne. Durch seinen Erfolg in Deutschland wurde auch der Musiksender VIVA auf den Jungen aufmerksam und strahlte am 20. Januar 2007 die Video-Premiere von An Angel aus.
Nach nachlassenden Erfolgen und Unzufriedenheit mit seiner musikalischen Entwicklung und der Vermarktung zog er sich 2010 aus dem Musikgeschäft zurück. Ein Comebackversuch 2014 als eigenständiger Singer-Songwriter blieb erfolglos. Danach begann er eine Tätigkeit als Kampagnenmanager bei der NGO arche noVa.

## Diskografie

### Studioalben
| Jahr | Titel      | Höchstplatzierung, Gesamtwochen, AuszeichnungChartplatzierungen (Jahr, Titel, Platzierungen, Wochen, Auszeichnungen, Anmerkungen) | Höchstplatzierung, Gesamtwochen, AuszeichnungChartplatzierungen (Jahr, Titel, Platzierungen, Wochen, Auszeichnungen, Anmerkungen) | Höchstplatzierung, Gesamtwochen, AuszeichnungChartplatzierungen (Jahr, Titel, Platzierungen, Wochen, Auszeichnungen, Anmerkungen) | Höchstplatzierung, Gesamtwochen, AuszeichnungChartplatzierungen (Jahr, Titel, Platzierungen, Wochen, Auszeichnungen, Anmerkungen) | Anmerkungen                              |
| Jahr | Titel      | DE | AT | CH | UK | Anmerkungen                              |
| ---- | ---------- | --- | --- | --- | --- | ---------------------------------------- |
| 2002 | Declan     | — | — | — | UK44 (3 Wo.)UK | Erstveröffentlichung: 22. September 2002 |
| 2006 | Thank You  | DE5 Gold · (23 Wo.)DE | AT18 Gold · (12 Wo.)AT | CH38 (10 Wo.)CH | — | Erstveröffentlichung: 1. Dezember 2006   |
| 2007 | You and Me | DE33 (11 Wo.)DE | — | — | — | Erstveröffentlichung: 23. November 2007  |

### Singles
| Jahr | Titel Album               | Höchstplatzierung, Gesamtwochen, AuszeichnungChartplatzierungen (Jahr, Titel, Album, Platzierungen, Wochen, Auszeichnungen, Anmerkungen) | Höchstplatzierung, Gesamtwochen, AuszeichnungChartplatzierungen (Jahr, Titel, Album, Platzierungen, Wochen, Auszeichnungen, Anmerkungen) | Höchstplatzierung, Gesamtwochen, AuszeichnungChartplatzierungen (Jahr, Titel, Album, Platzierungen, Wochen, Auszeichnungen, Anmerkungen) | Höchstplatzierung, Gesamtwochen, AuszeichnungChartplatzierungen (Jahr, Titel, Album, Platzierungen, Wochen, Auszeichnungen, Anmerkungen) | Anmerkungen                                                  |
| Jahr | Titel Album               | DE | AT | CH | UK | Anmerkungen                                                  |
| ---- | ------------------------- | --- | --- | --- | --- | ------------------------------------------------------------ |
| 2002 | Tell Me Why Declan        | — | — | — | UK29 (4 Wo.)UK | Erstveröffentlichung: Dezember 2002 feat. Young Voices Choir |
| 2007 | Love of My Life Thank You | DE55 (5 Wo.)DE | — | — | — | Erstveröffentlichung: März 2007                              |

Weitere Singles
- 2007: Ego You